# 関本公夫
関本公夫は、ベーシストで1980年代より活動、波木隆（元三文役者）らと活動、ハードロックをベースとした、プログレッシブな要素を取り入れた楽曲のコンポーズと演奏をしながら首都圏のライブハウスで活動。
1982年より水野オサミ（アランドーソンメソッドの提唱者）岸本ひろし（元ゴダイゴホーンリーダー、アレンジャー）らとハイハッツを結成、ジャズ、ロックを融合した新しいサウンドを目指す。
しばらく活動を休止していたが、2020年を機に活動再開、現在、J pop.ジャス、ロック等の幅広いジャンルでの活動をしている。